# Григорівський бір
Григо́рівський Бір — лісовий заказник місцевого значення в Україні. Об'єкт природно-заповідного фонду міста Харків. Розташований між проспектом Любові Малої та Григорівським шосе. 
Площа 76 га. Оголошений рішенням обласної ради від 23 лютого 1999 року. Перебуває у віданні СКП «Харківзеленбуд». 
Сосновий ліс штучного походження на надзаплавній терасі долини річки Уди. Насадження віком понад 80 років оточені житловими кварталами міста. Являє собою цінний лісовий масив, охороняється 100 видів флори та 100 видів фауни. Місце зростання рідкісних видів рослин, занесених до Червоної книги України та Червоних списків Харківщини. 
Бір перетинає асфальтова доріжка, яка бере початок від вул. Грушевського і доходить до залізниці. У західній частині бору розташоване болото, у центральній — футбольне поле.

## Григорівський Бір та його мешканці

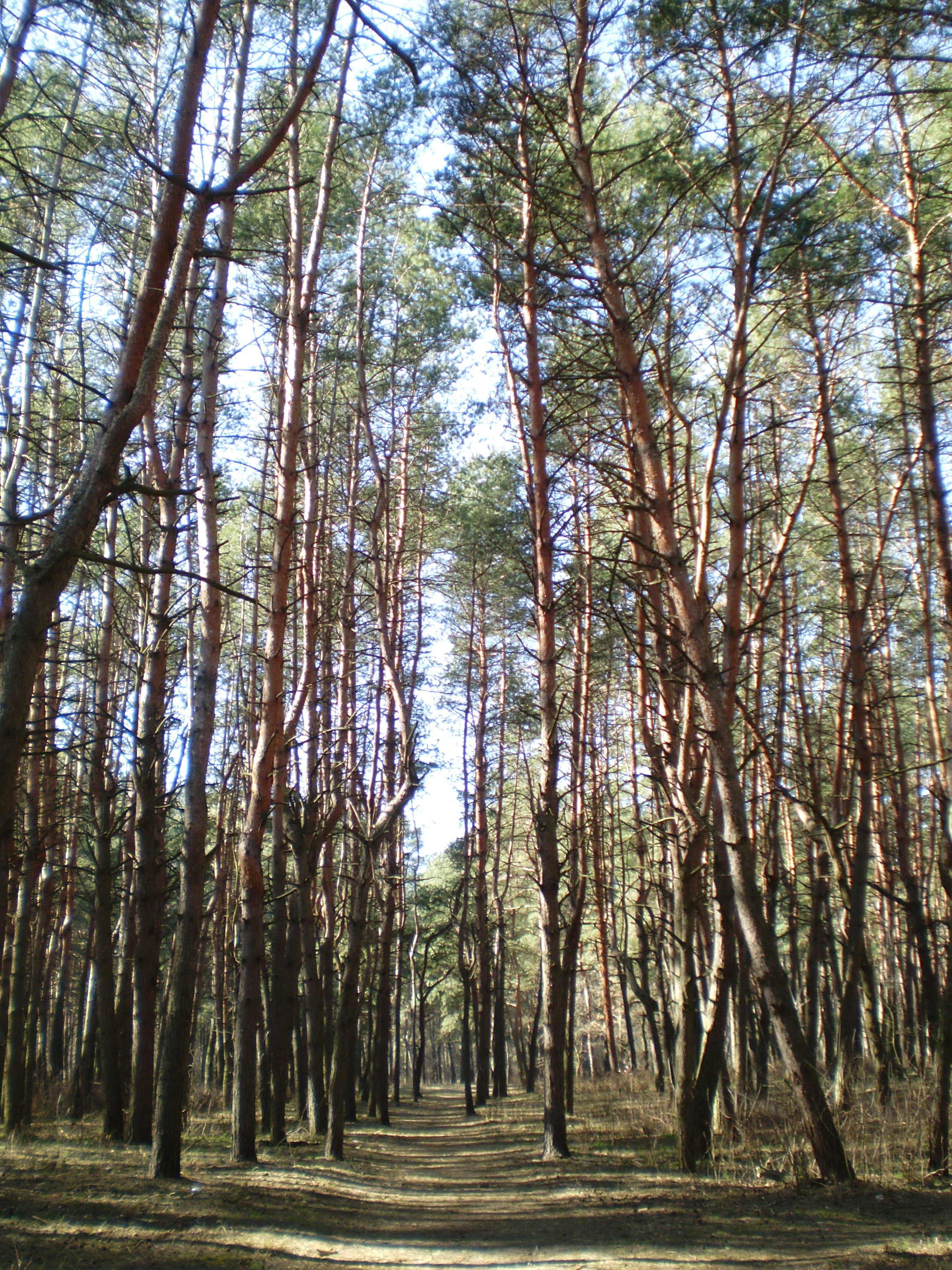
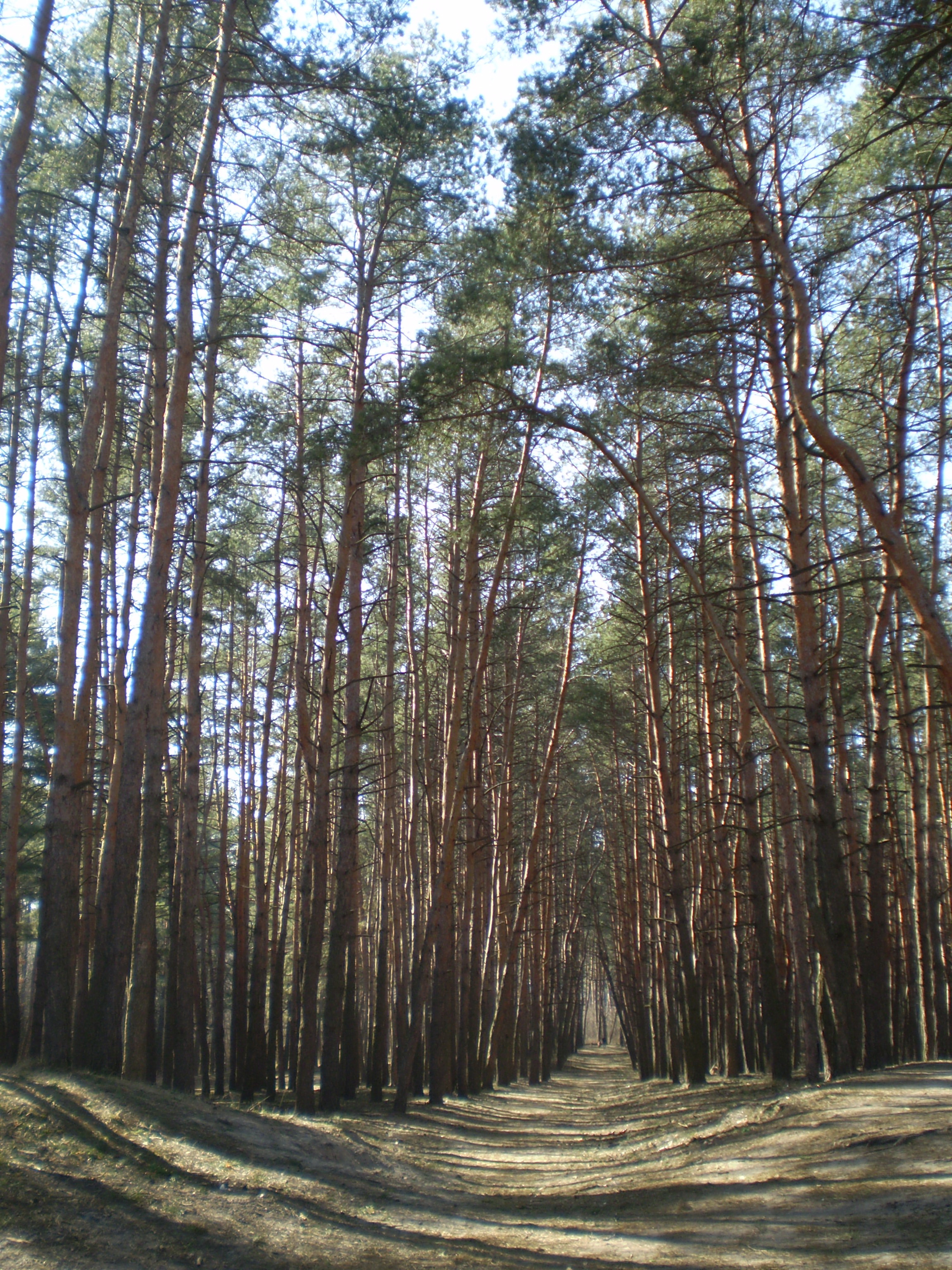
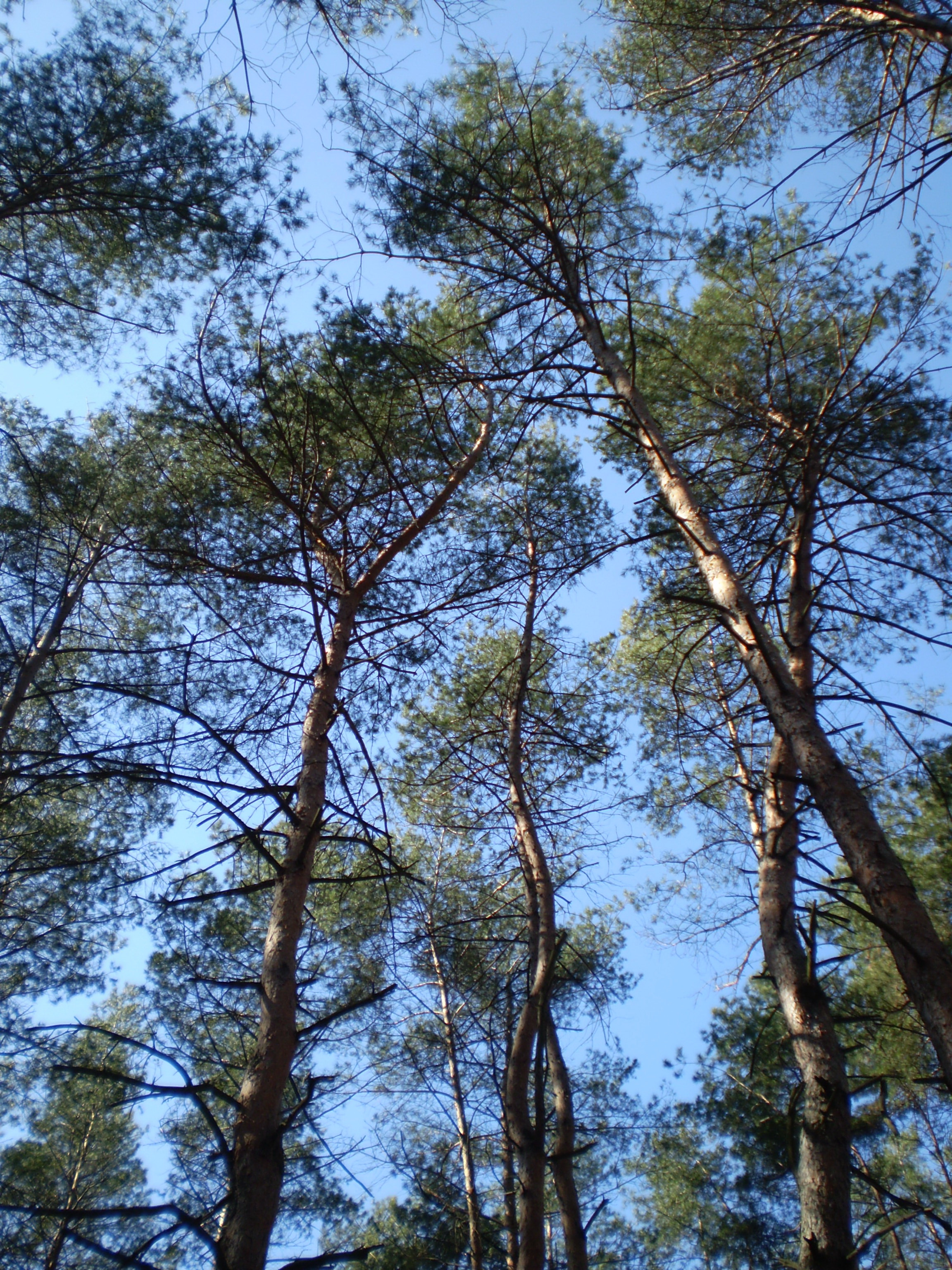
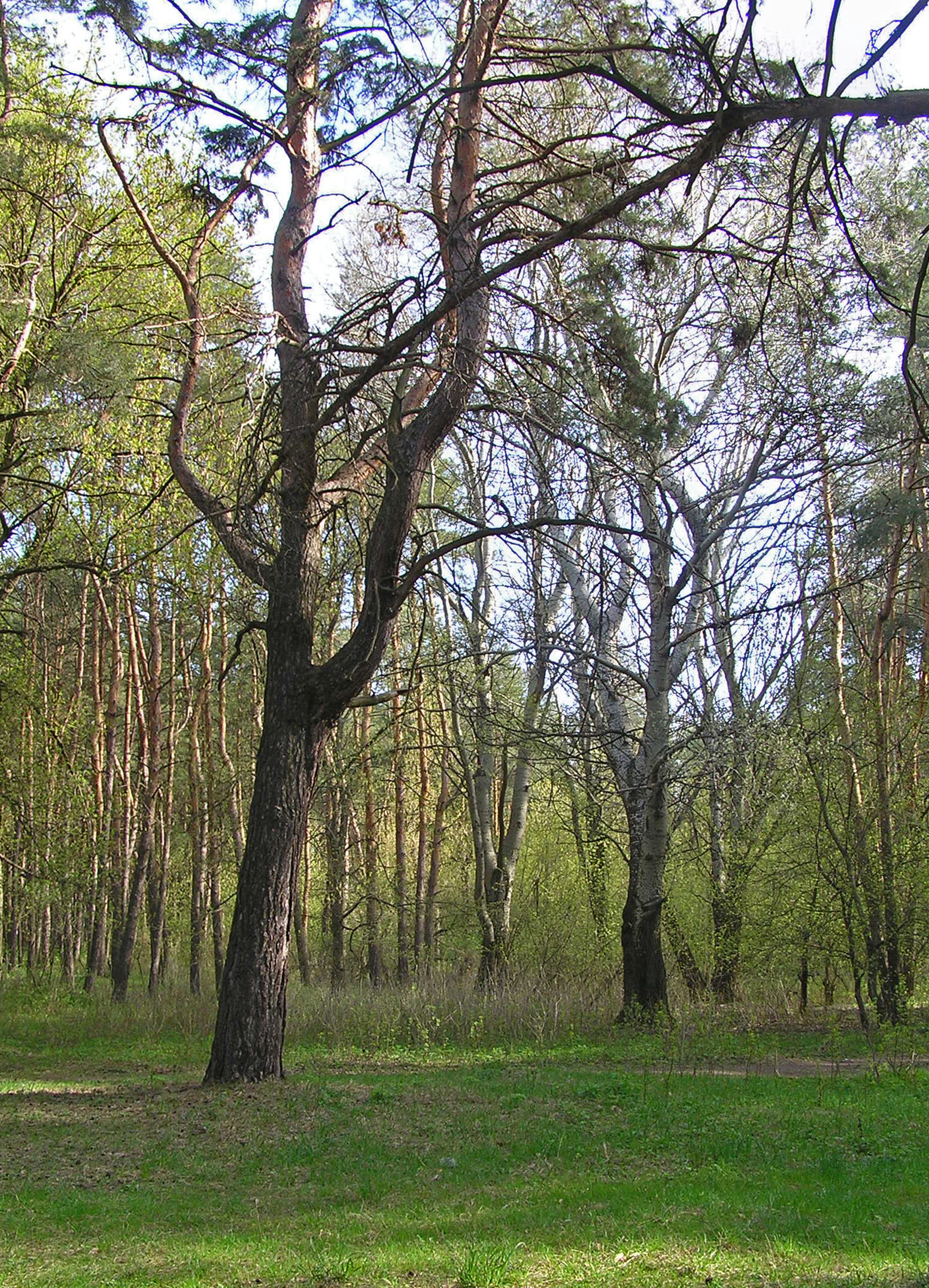
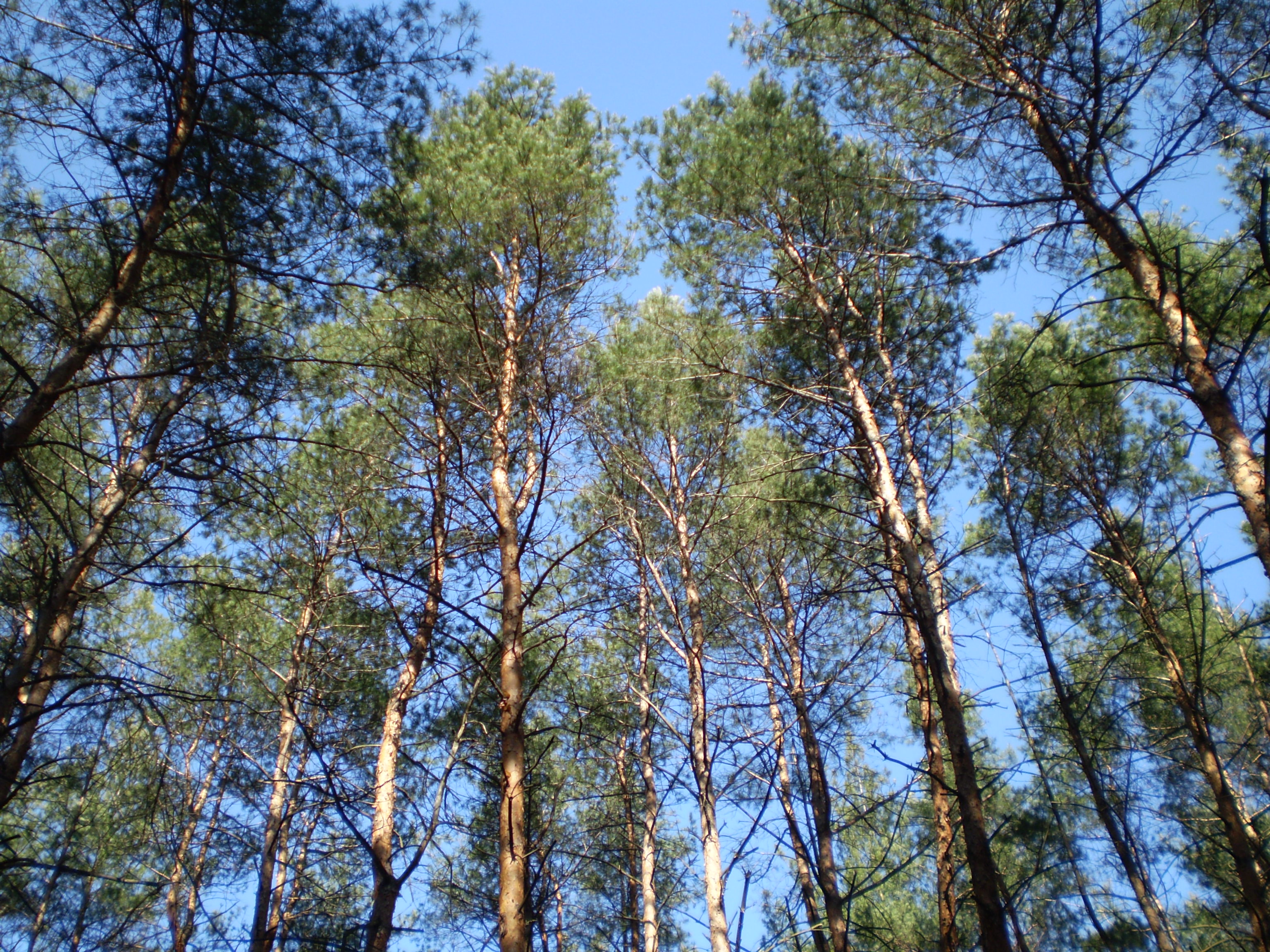
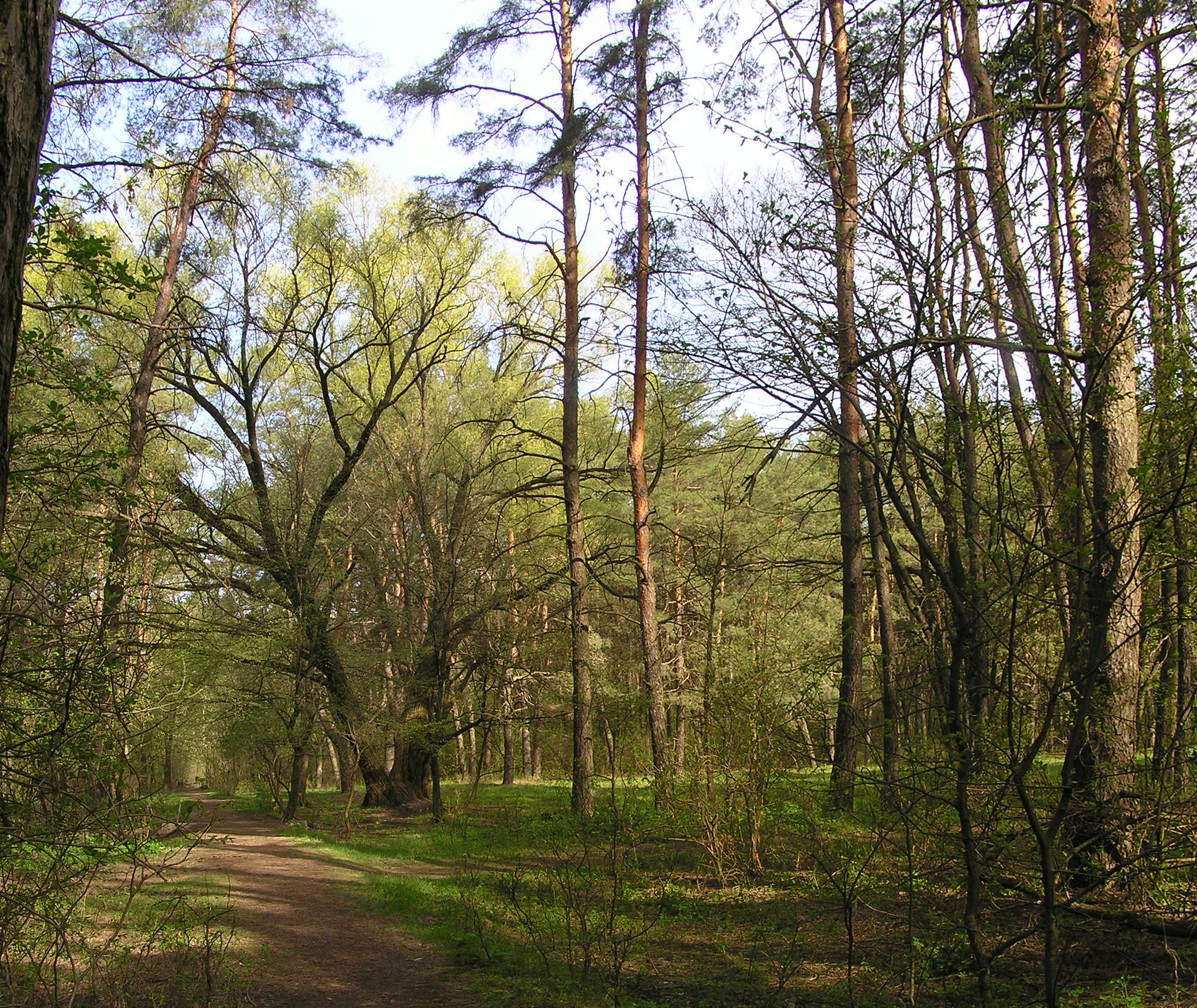
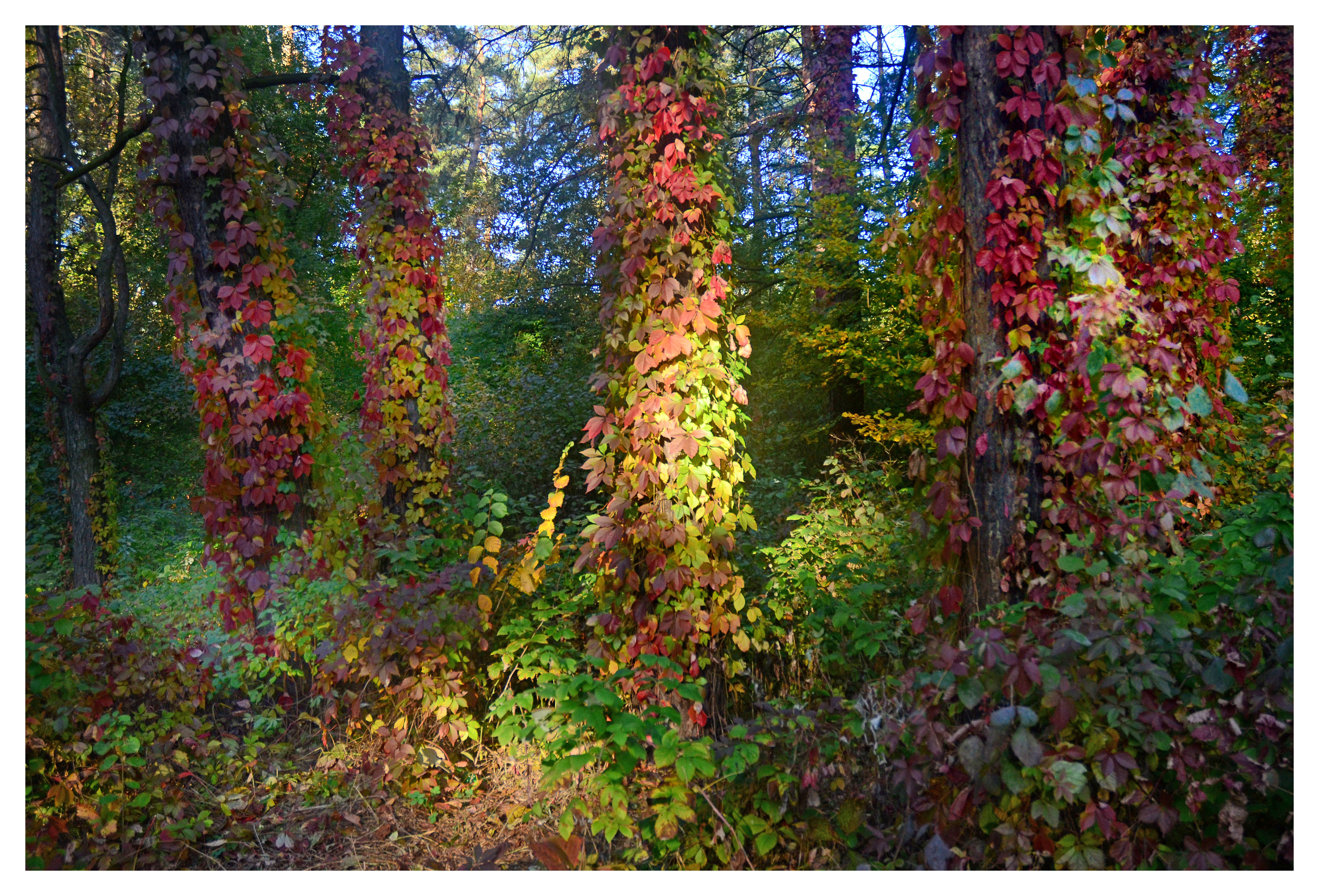
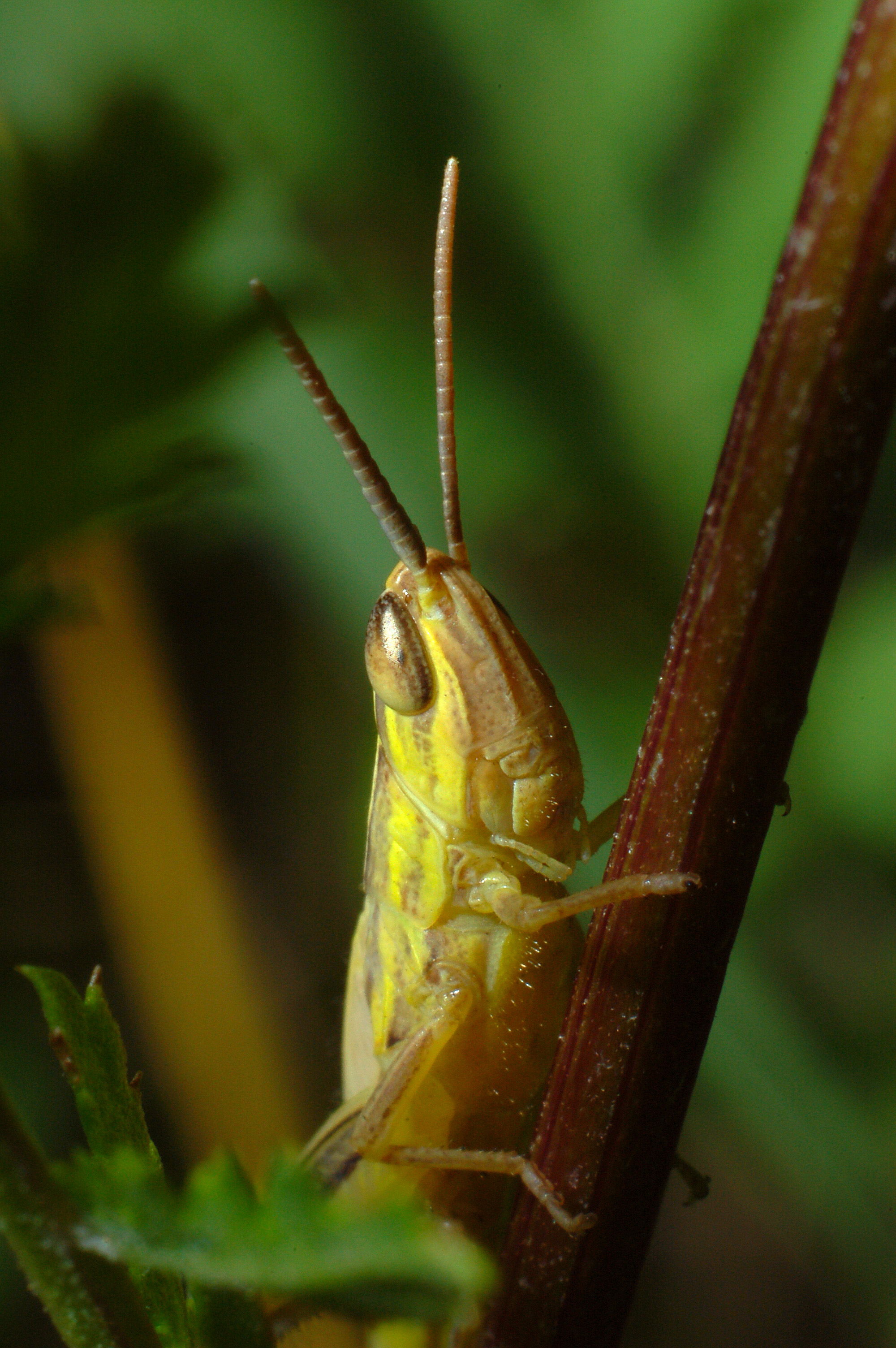
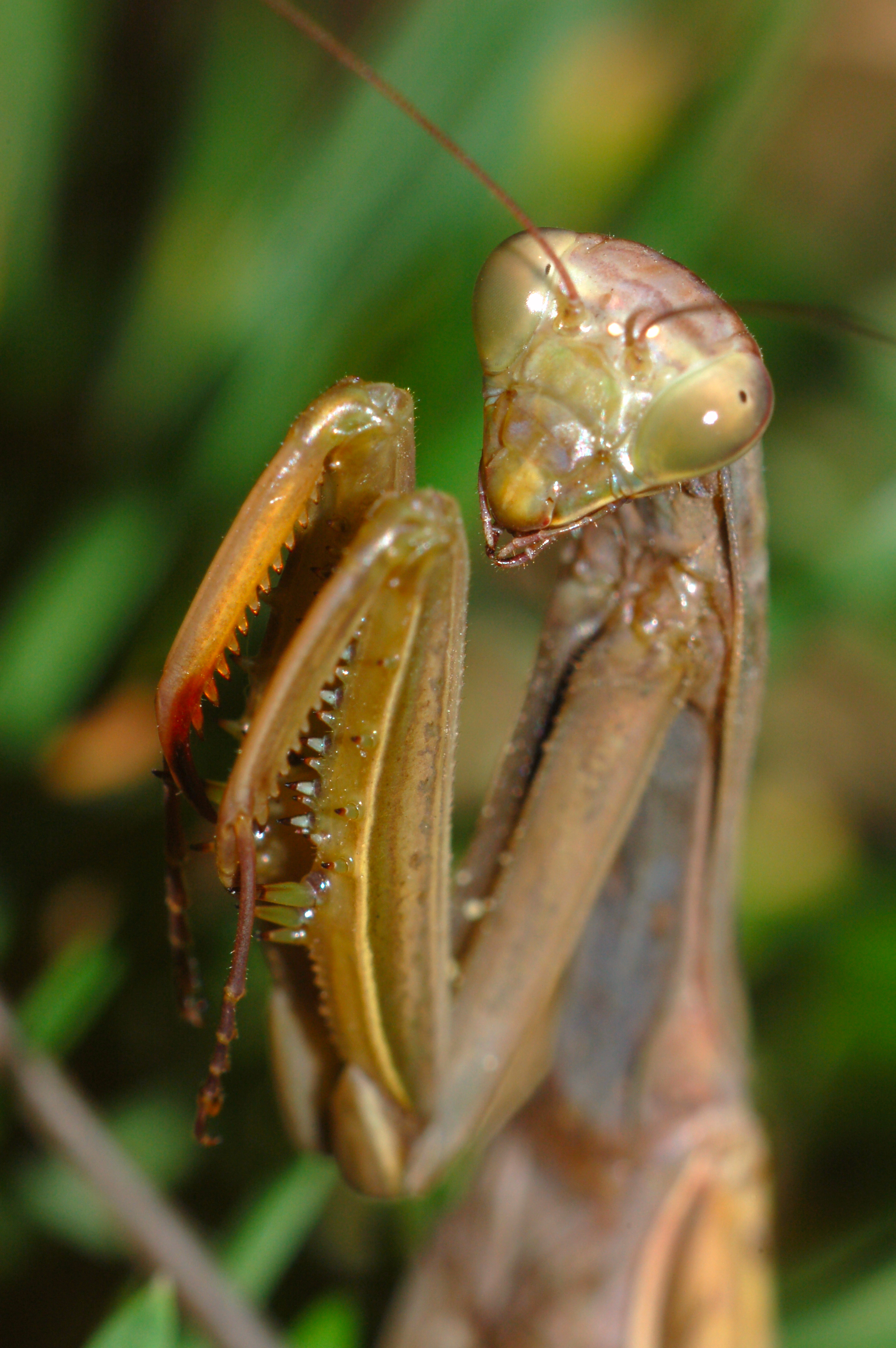
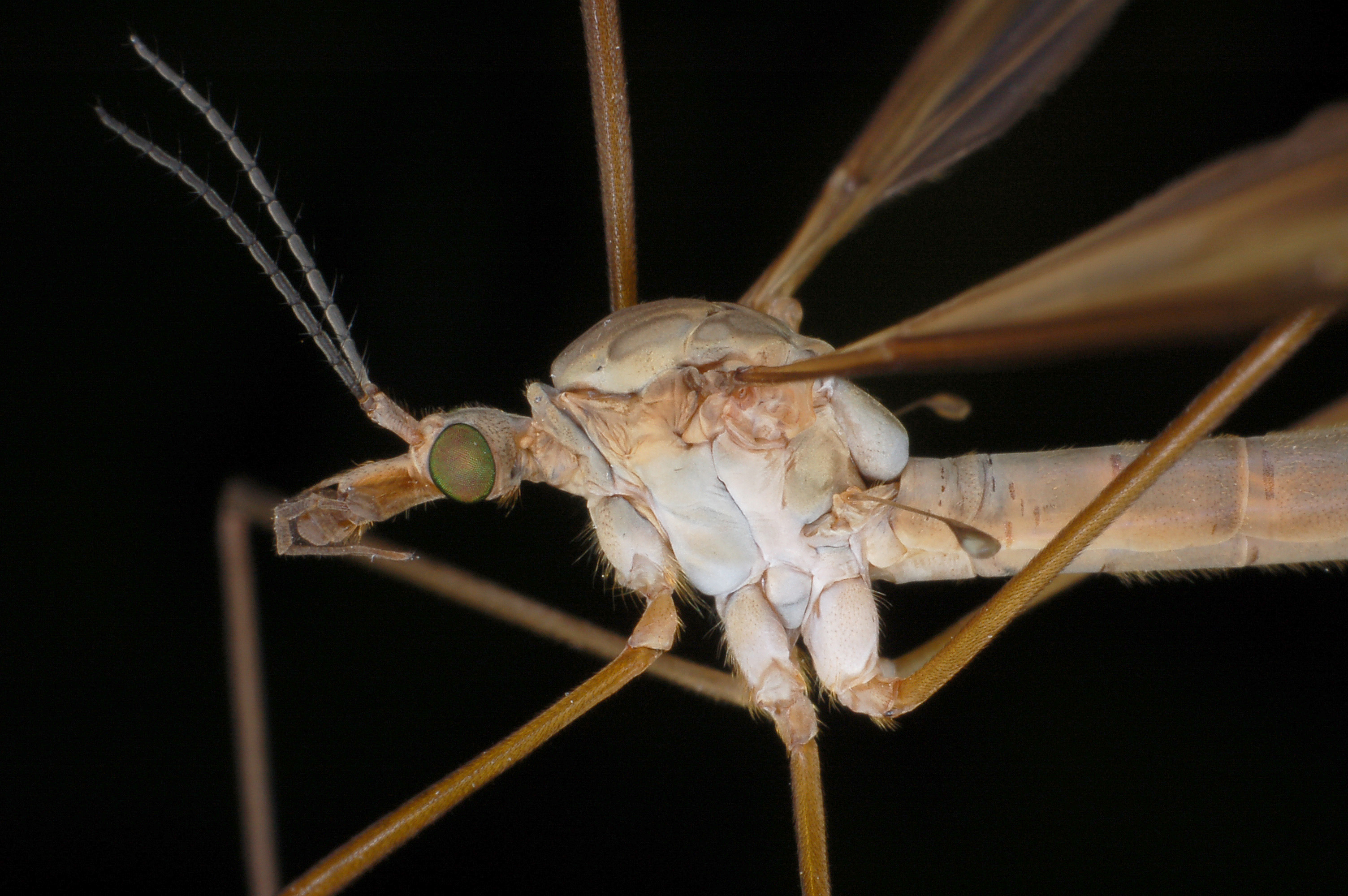
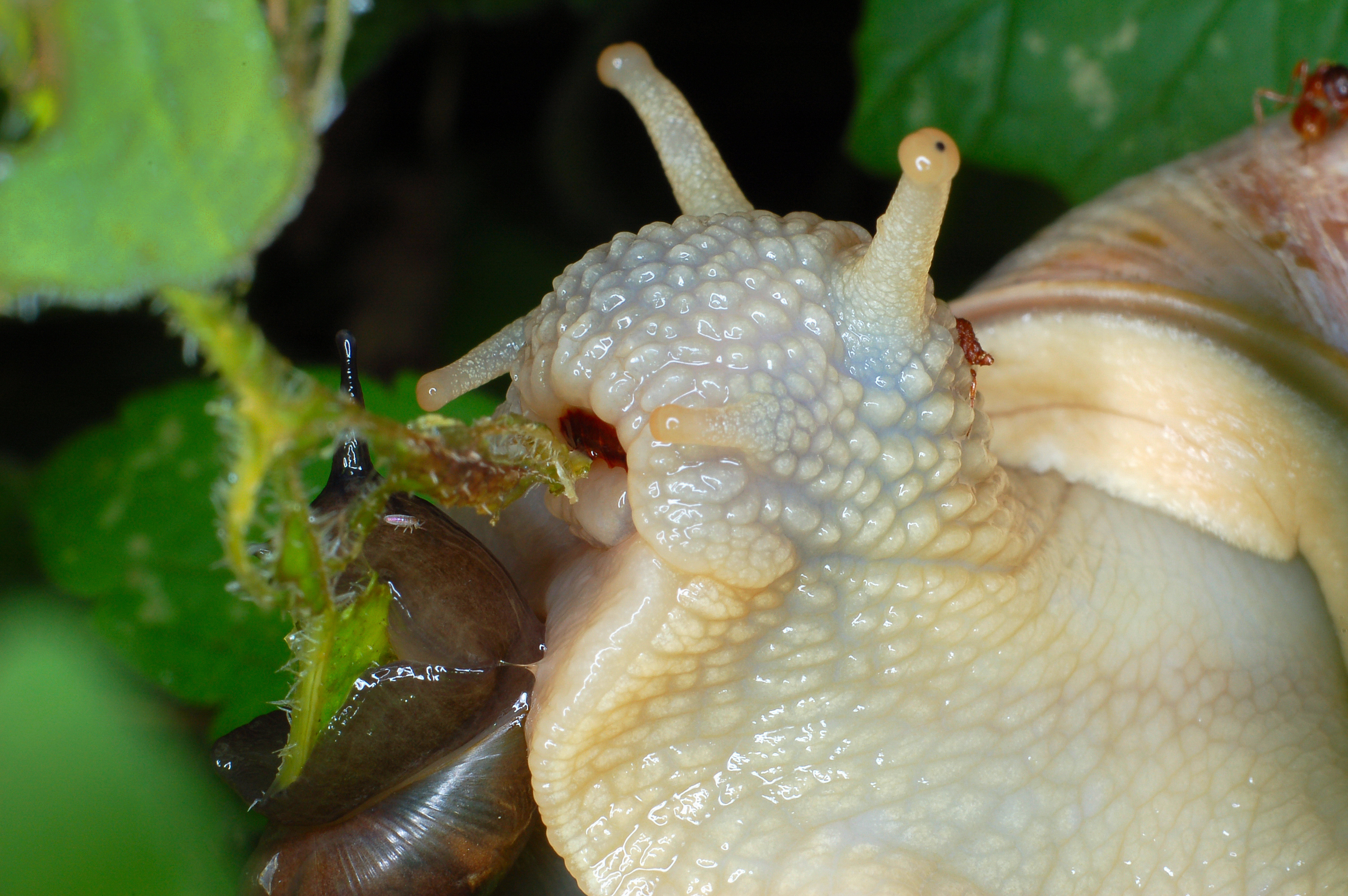
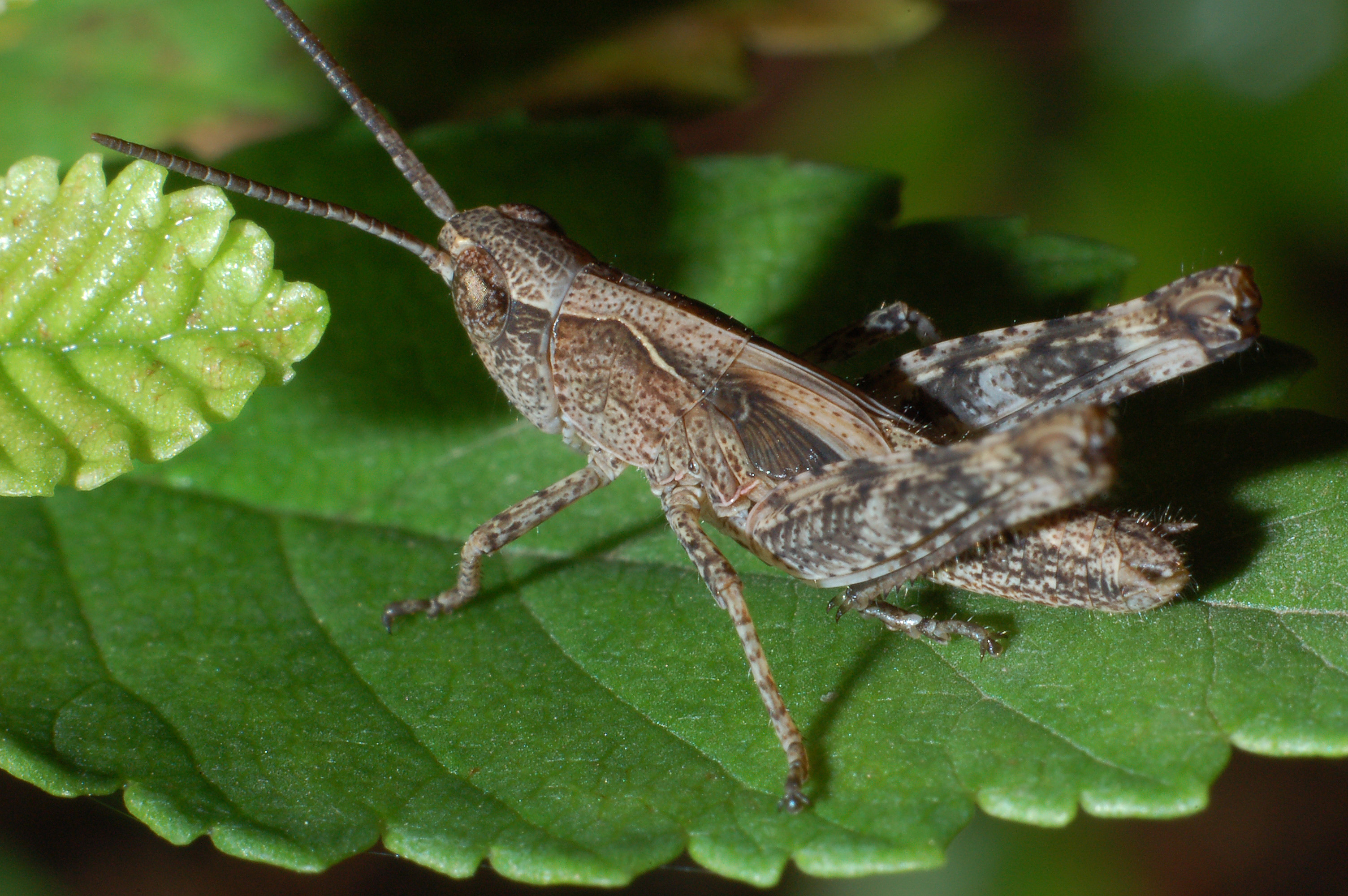
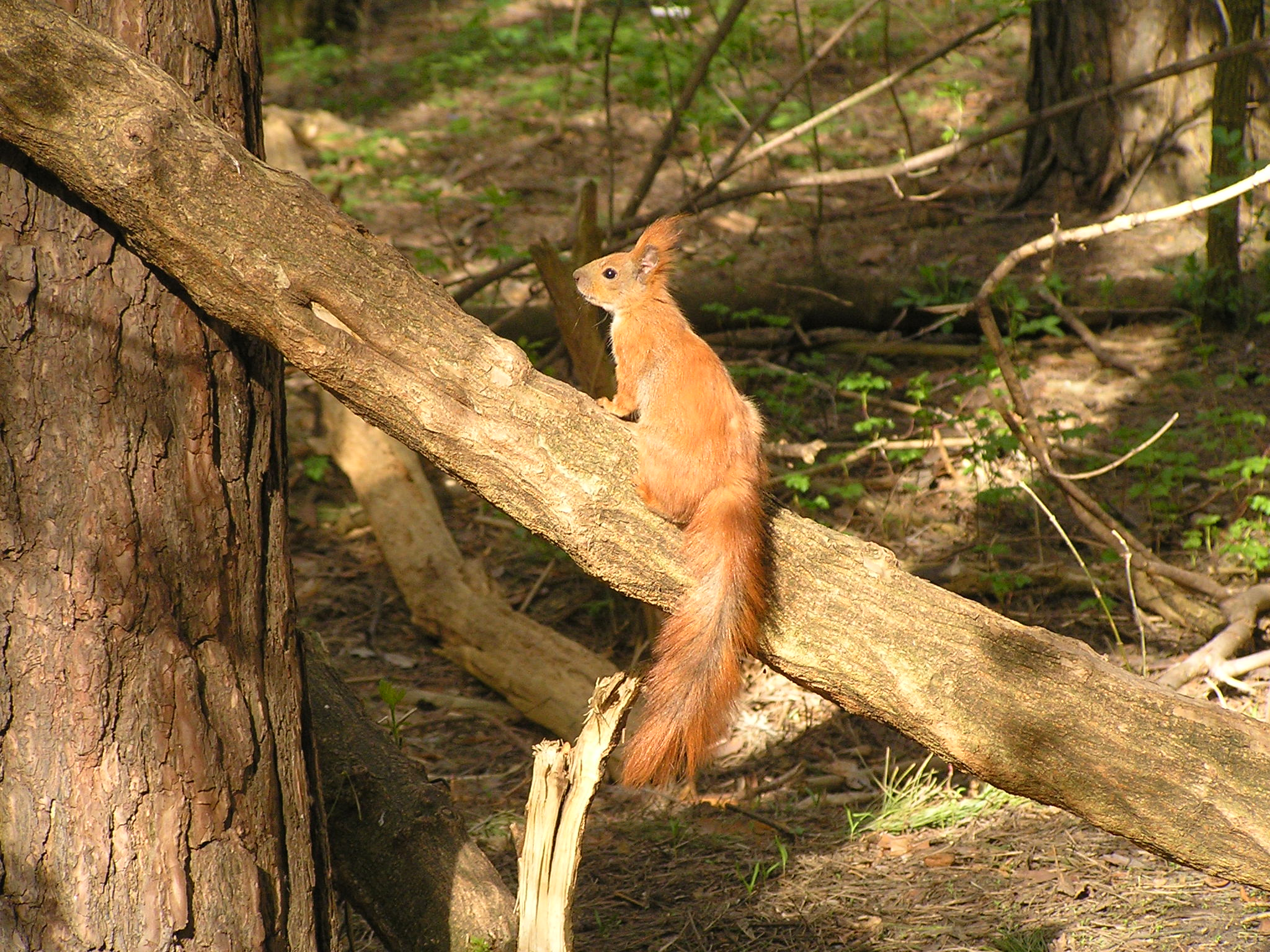
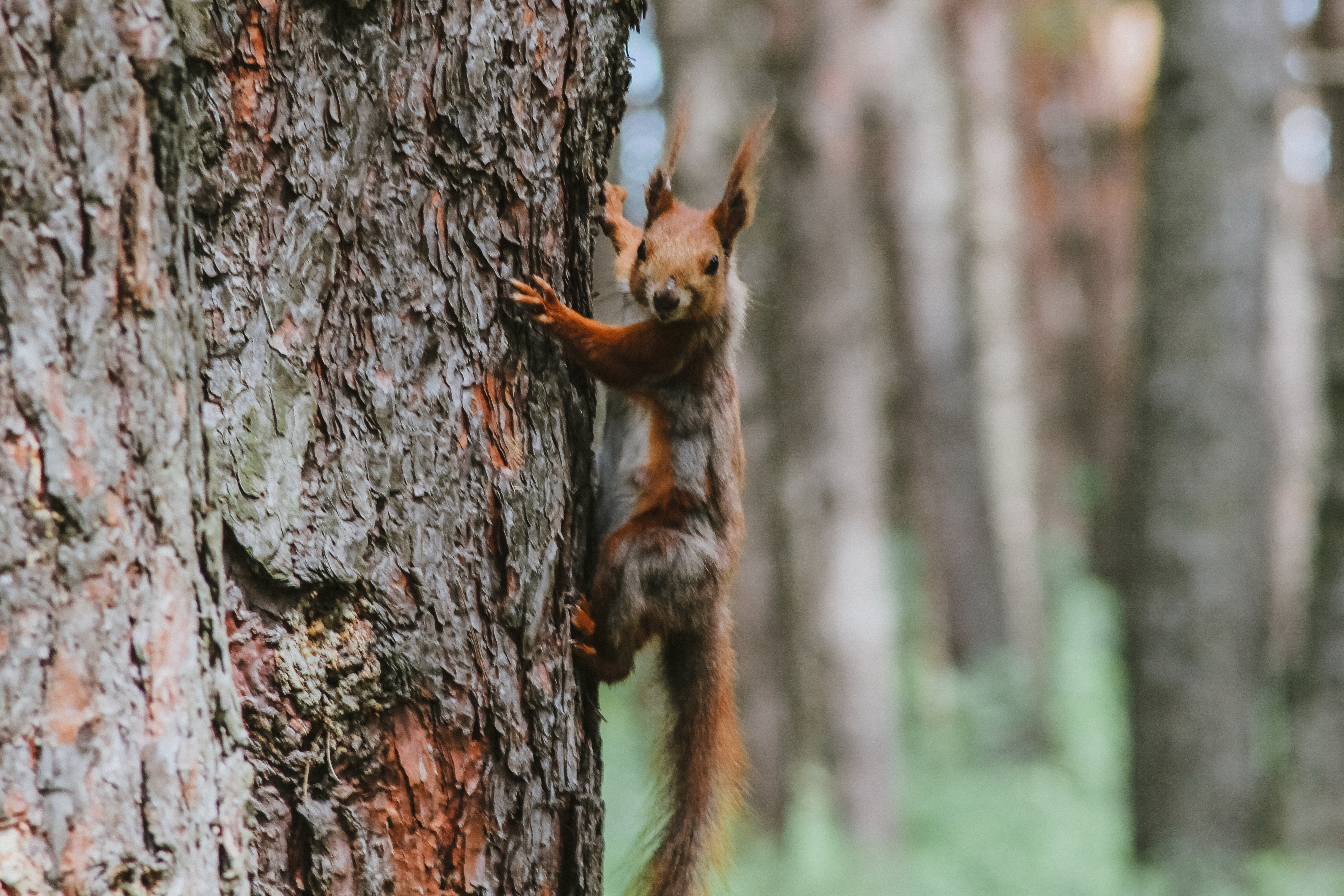
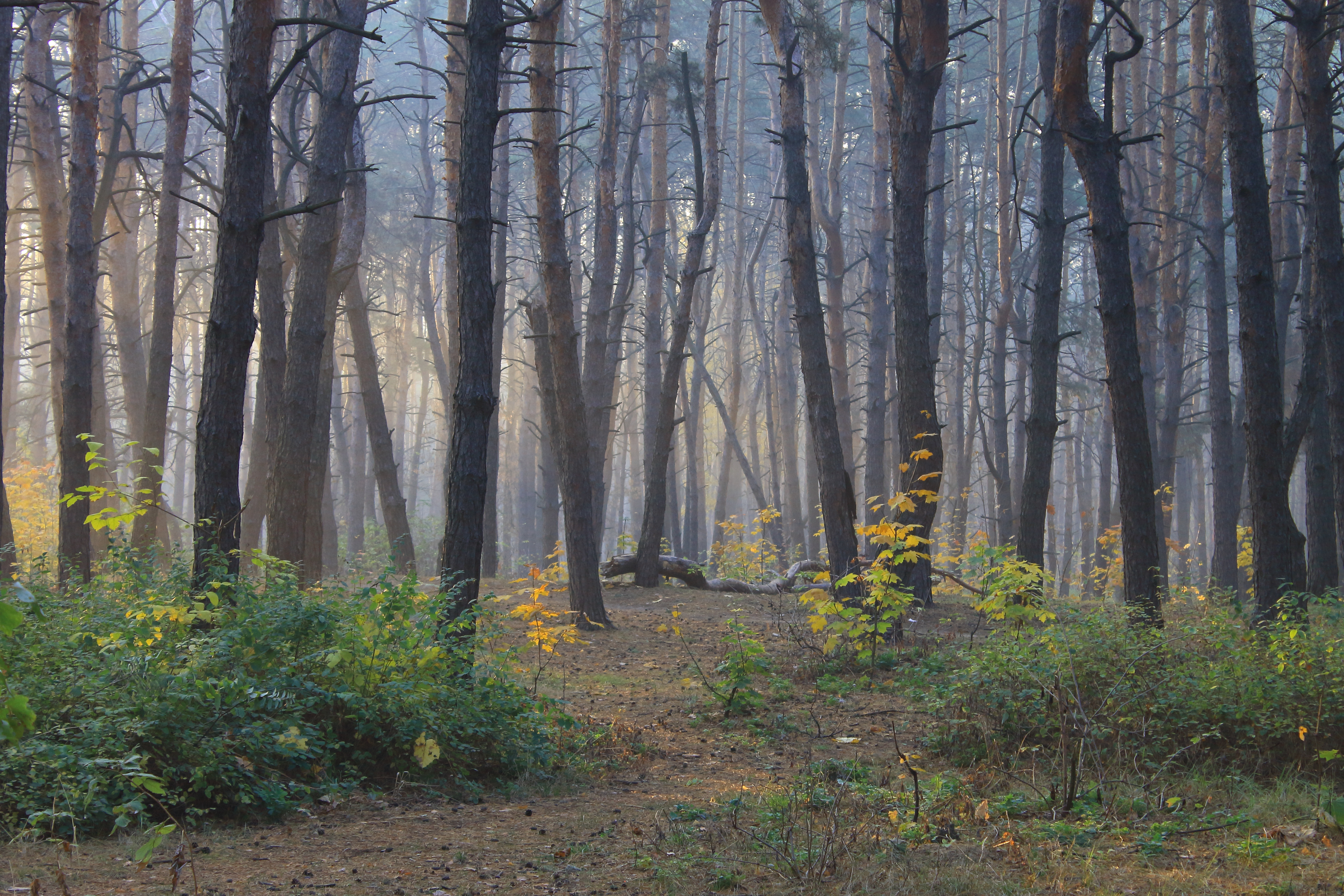
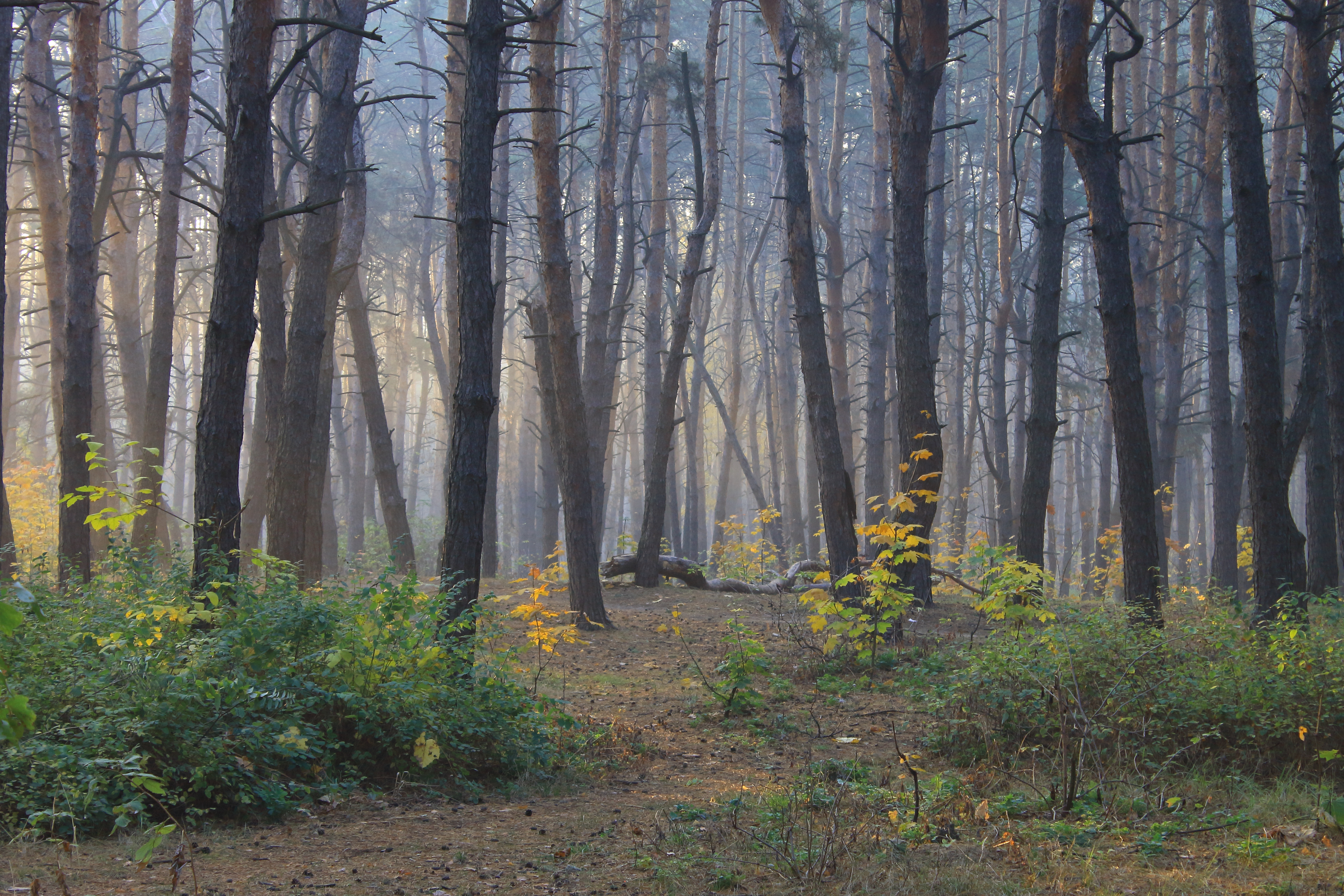